# Acinonyx
Acinonyx là một chi động vật có vú trong họ Mèo, bộ Ăn thịt. Chi này được Brookes miêu tả năm 1828. Loài điển hình của chi này là Acinonyx venator Brookes, 1828 (Felis jubata Schreber, 1775), by monotypy (International Commission on Zoological Nomenclature, 1956; Melville and Smith, 1987).

## Các loài
Chi này gồm các loài:
- Acinonyx aicha Geraads, 1997 †
- Acinonyx intermedius Thenius, 1954 †
- Acinonyx jubatus Schreber, 1775
- "Acinonyx kurteni" Christiansen and Mazák, 2008[2] † (no longer a valid species, probably fraudulent)[3][4]
- Acinonyx pardinensis Croizet e Joubert, 1828 †
- Acinonyx venator Brookes, 1828

## Hình ảnh

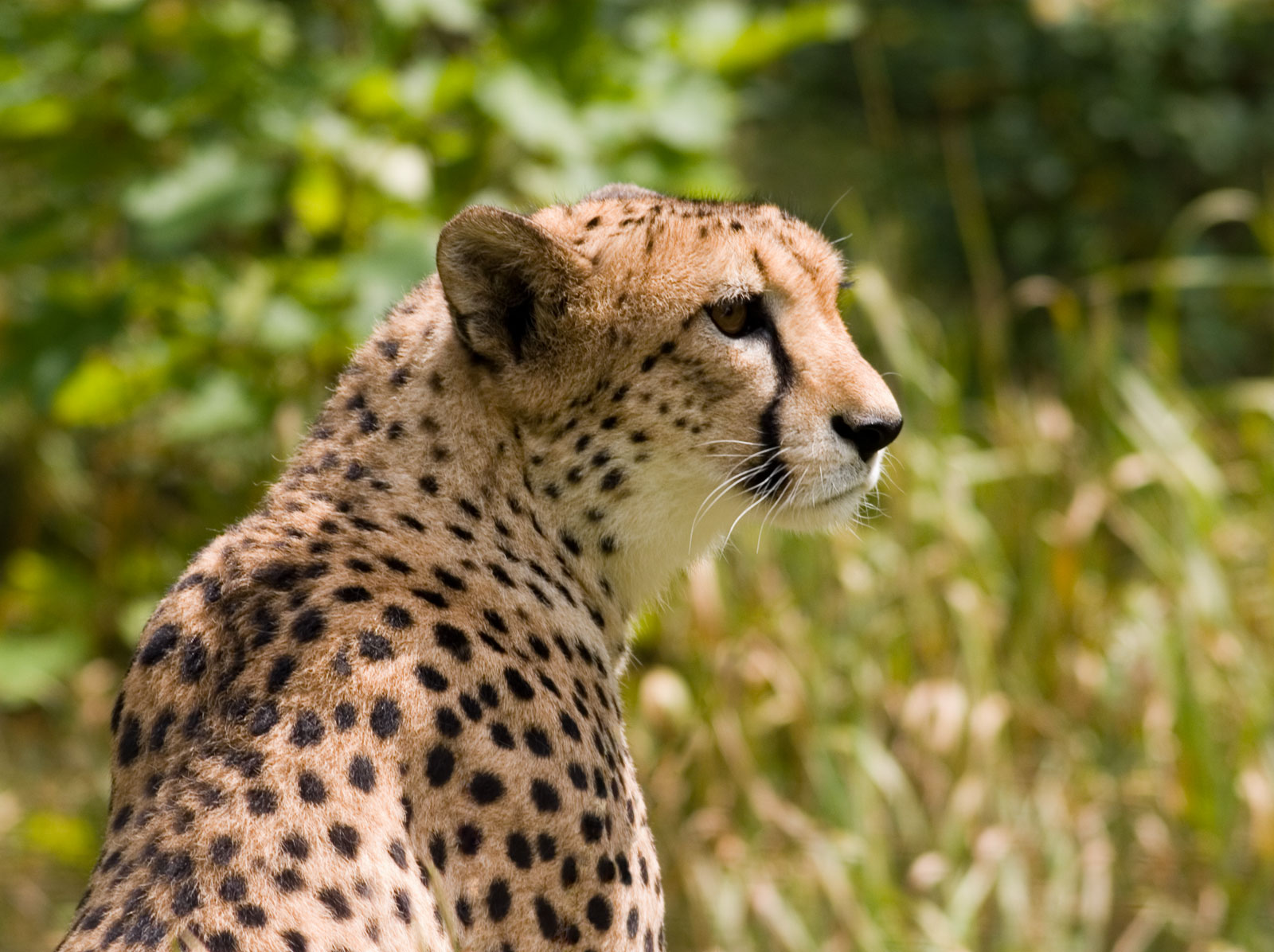
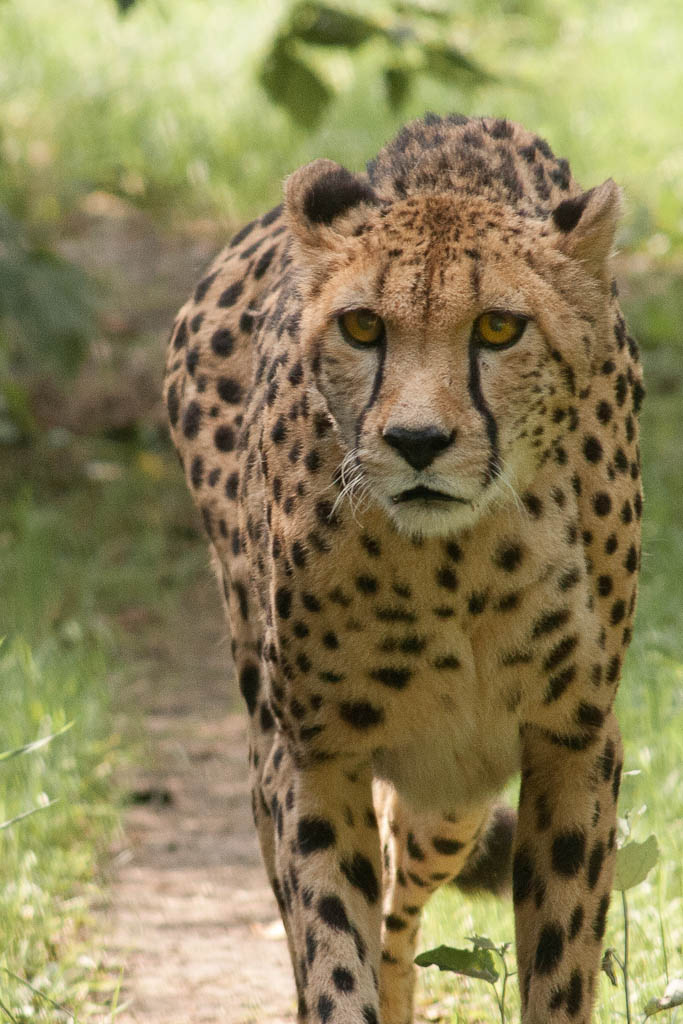
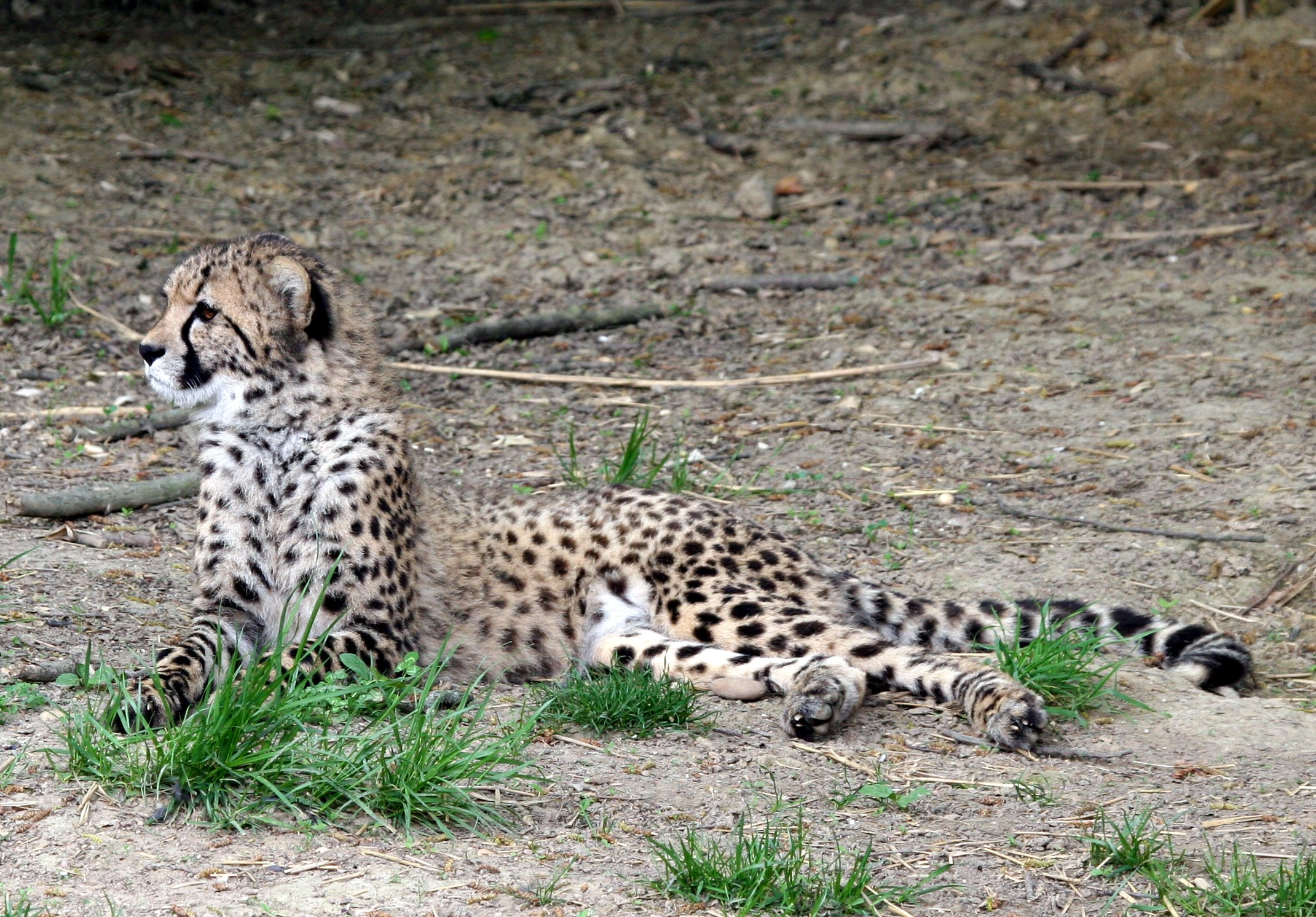
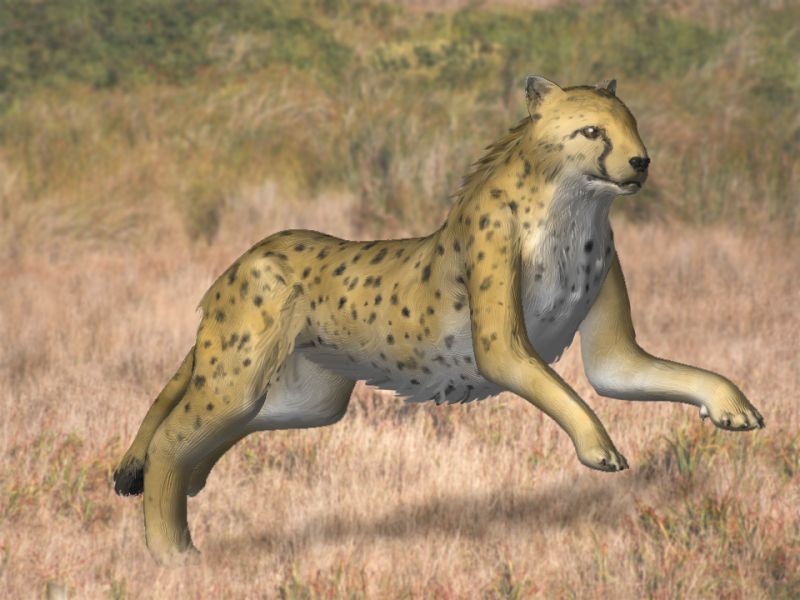
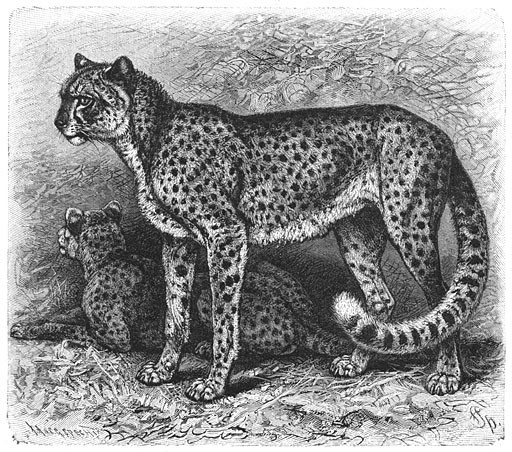
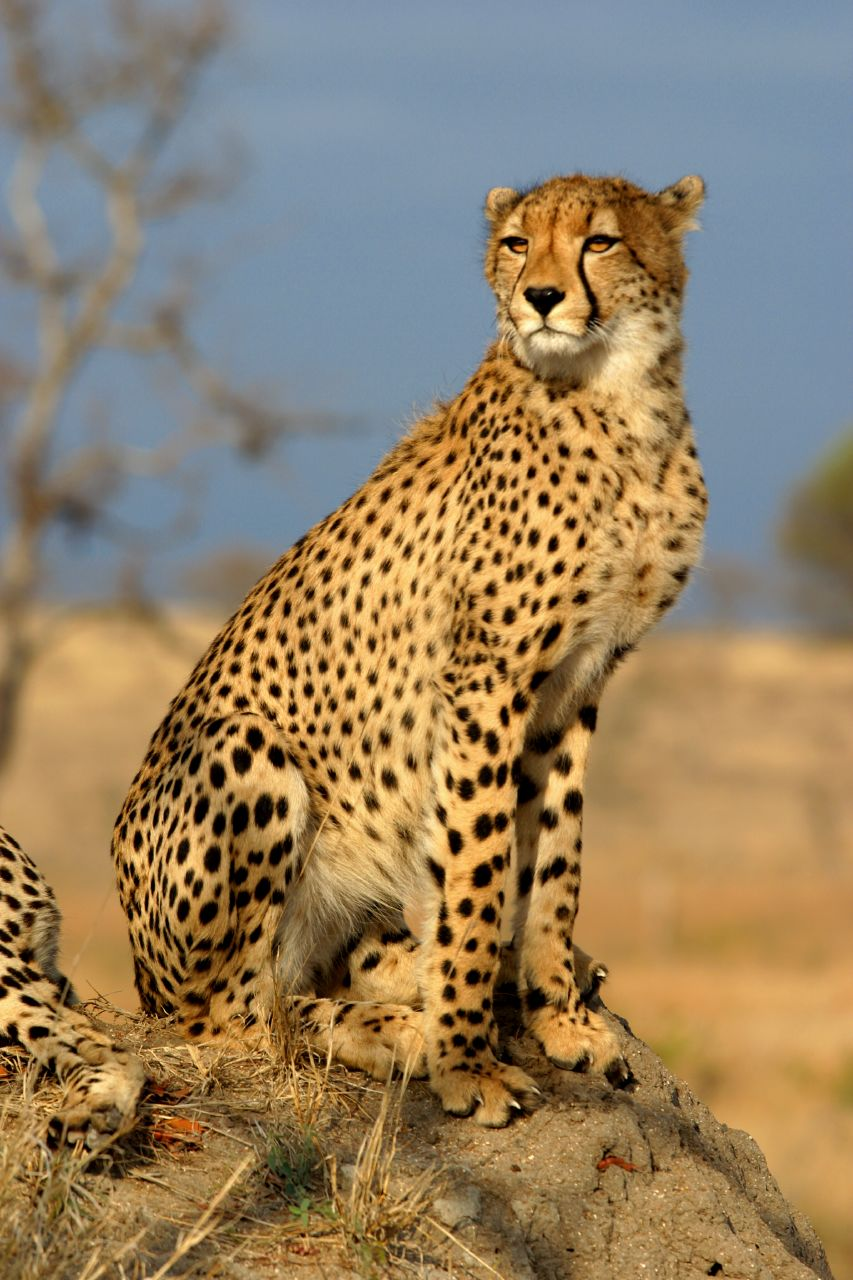
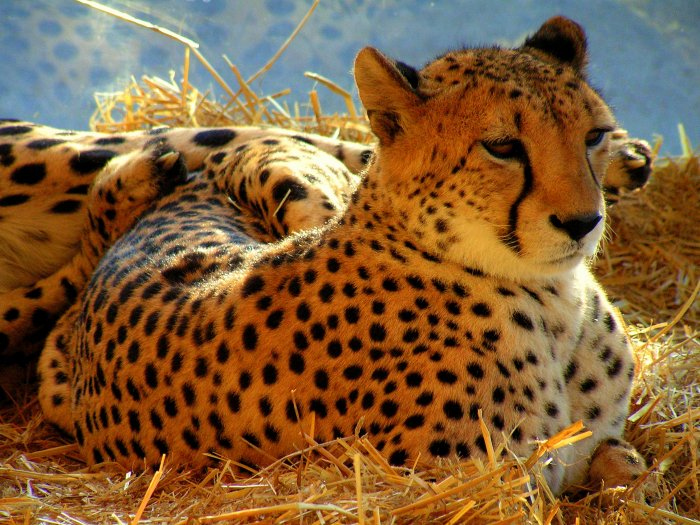